# Maxwell Motor
Maxwell Motor était un fabricant d'automobiles américain du début du XXe siècle.

## Historique

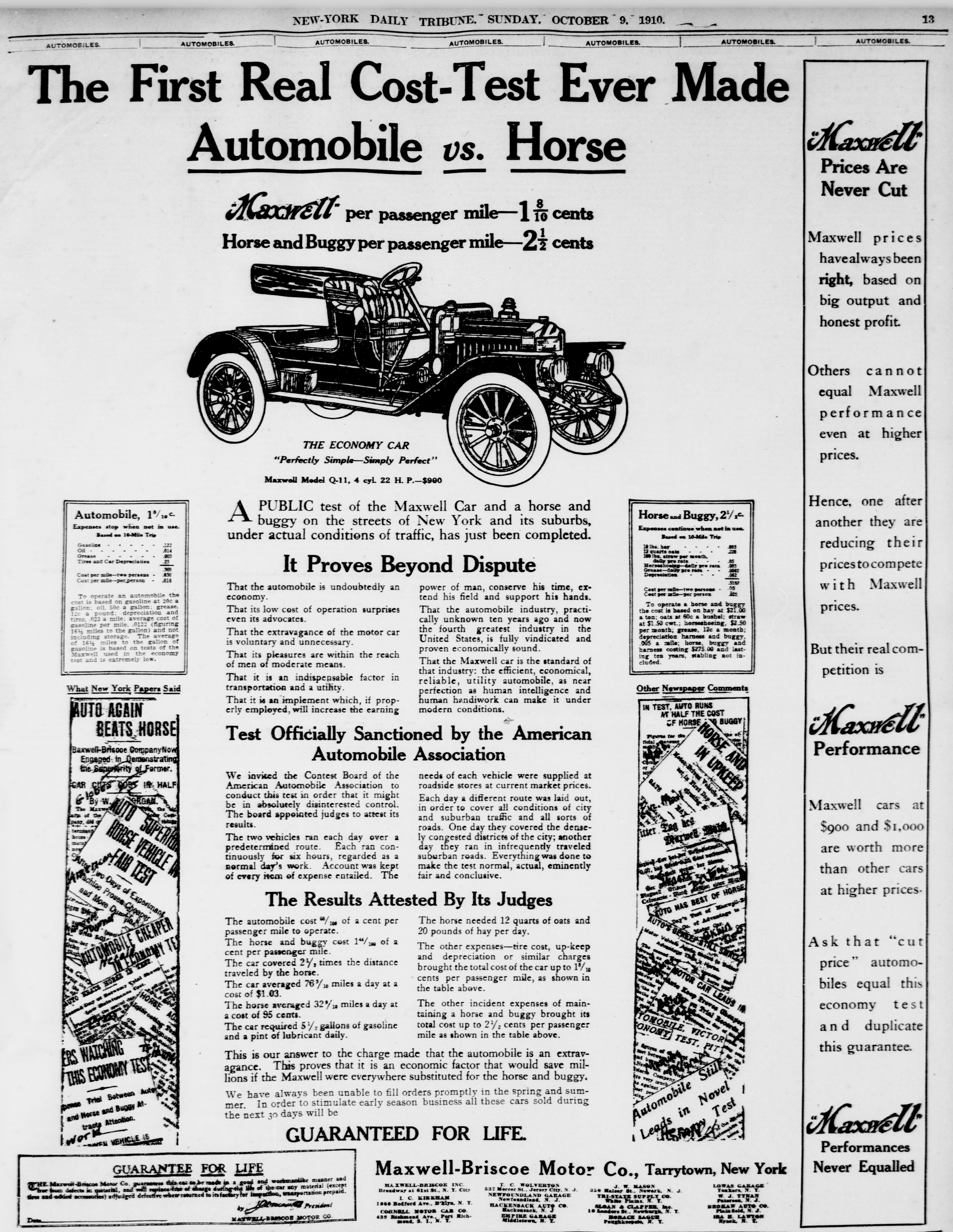
Une publicité de Maxwell de 1910 comparant le coût d'utilisation d'une auto et d'un cheval.

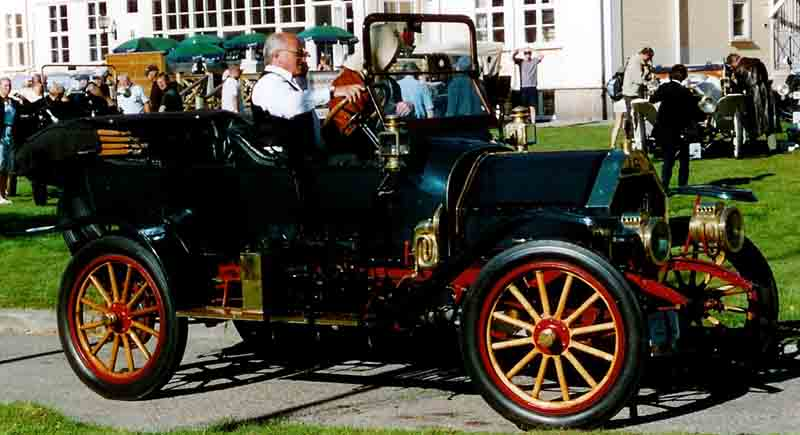
Maxwell Mascotte Touring 1911.

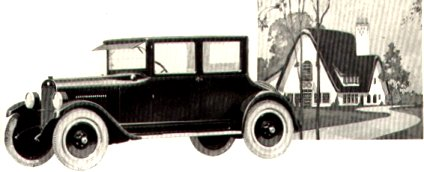
Une publicité de Maxwell dans un magazine de 1922.

Au début du XXe siècle, Maxwell Motor était un des trois plus grands fabricants d'automobiles au monde avec Buick et Ford.
En 1925, à la suite d'un endettement excessif, la compagnie a été absorbée par Chrysler.